# AirTran Airways
AirTran Airways fue una aerolínea de bajo coste filial de AirTran Holdings cuya Oficina Matriz se encontraba en Orlando, Florida, USA, como corporación en Delaware. AirTran realizaba unos 750 vuelos diarios por las zonas este y centro de los EE. UU., incluyendo unas 270 salidas diarias desde Atlanta. Era el mayor operador de Boeing 717 del mundo. El principal hub de AirTran era el Aeropuerto Internacional de Atlanta, y el Aeropuerto Internacional de Orlando era el segundo aeropuerto principal de AirTran.  El 2 de marzo del 2012, Southwest Airlines adquirió esta aerolínea, y fue totalmente integrado a Southwest Airlines el 28 de diciembre de 2014.

## Historia

### Primeros años
La aerolínea fue creada en junio de 1993 y comenzó sus operaciones el 26 de octubre de 1993 como Conquest Sun Airlines. Si bien fue renombrada como AirTran Airways en agosto de 1994. Sin embargo, AirTran tenía un nombre similar al de la compañía American Trans Air (actualmente conocida como ATA) lo que causó más de una confusión.
Northwest Airlines presentó numerosas objeciones a la entrada de AirTran Airways en el negocio del tráfico de pasajeros de negocios, que su matriz solventó firmando un acuerdo con Northwest asegurando que AirTran no entraría en el negocio de tráfico business. A continuación crea un holding de nombre AirWays Corporation, que se encargaría de velar por el acuerdo.
En julio de 1997, AirWays Corporation anunció un acuerdo de fusión con ValuJet Airlines. Se trató del primer acuerdo de absorción, en el que ValuJet fue renombrado como AirTran Airways en 1997. Esto fue hecho, debido a que la imagen pública de la compañía nunca había acabado de recuperarse del accidente en su vuelo ValuJet 592. El 24 de septiembre de 1997 se adhirió a la compañía matriz AirTran Holdings Inc, y las operaciones bajo nueva dirección comenzaron el 1 de septiembre de 1998.
En octubre de 1997, AirTran comenzó a asignar asientos en sus aviones. AirTran había ofrecido previamente el embarque libre, o, sin asignación de plaza (conocido por los pasajeros como "la llamada del ganado"), una práctica muy habitual en las compañías de bajo coste (especialmente Southwest Airlines). Al mes siguiente, añadió en todos sus vuelos, asientos business. Anteriormente en todos sus vuelos ofrecía una configuración de asientos de un único servicio de cabina (una cabina de asientos sólo en turista). Las antiguas rutas desde Orlando de AirTran, se cerraron después de la fusión con ValuJet Airlines para ser focalizados en Atlanta. En marzo de 1998, AirTran comenzó su programa de viajeros frecuentes llamado A+ Rewards. En junio de 1998, Entrepreneur Magazine otorgó a la aerolínea en 1998 el premio a "La mejor aerolínea doméstica de bajo coste". La aerolínea también ganó este premio en 2001, 2002, 2004, y 2005. En julio de 1998, AirTran anunció su primer cuatrimestre de beneficios a comienzos de 1996.
El 24 de septiembre de 1999 AirTran Airways se convirtió en la primera aerolínea del mundo en recibir el Boeing 717; que entró en servicio el 12 de octubre de 1999. El 12 de diciembre de 2000, AirTran lanzó desde Atlanta su primer destino internacional: la isla de Gran Bahama.
Después de los ataques terroristas el 11 de septiembre de 2001, AirTran redujo sus vuelos regulares en un 20%, retomando sus operaciones regulares el 7 de octubre de 2001. La aerolínea se vio en la necesidad de rescindir temporalmente los contratos de algunos de sus empleados, si bien estos retomaron sus puestos 45 días más tarde. El 15 de octubre de 2001, AirTran se convirtió en la primera aerolínea del país en reforzar las puertas de las cabinas en todos sus aviones. En noviembre de 2002, AirTran alcanzó un acuerdo con Air Wisconsin que proporcionase algunos vuelos regulares regionales de AirTran con aviones Boeing 717, a ello se le dio el nombre AirTran JetConnect. Este acuerdo terminó a mediados de 2004.
En junio de 2003, AirTran comenzó sus vuelos con Ryan International Airlines a Denver, Las Vegas, y Los Ángeles usando los Airbus A320 de Ryan International pintados con la decoración de Air Tran, convirtiéndola en una aerolínea costa a costa.

### Una compañía en crecimiento
El 1 de julio de 2003, AirTran efectuó un pedido de 100 Boeing 737 . En octubre de 2003, AirTran comenzó sus servicios al Aeropuerto Reagan en Washington D. C., y a San Francisco al mes siguiente.
El 5 de enero de 2004, el último DC-9 de AirTran fue retirado, dejando la flota de la compañía con más de 70 Boeing 717. El primer Boeing 737 se introdujo en la flota de AirTran en junio de 2004, finalizando así sus servicios con Ryan. A finales de 2004, AirTran presentó un ambicioso plan de expansión en el aeropuerto de Chicago-Midway tras presentar una oferta para adquirir los derechos por 14 puertas de embarque que ATA Airlines tenía en su posesión. Southwest Airlines hizo una oferta mucho más alta, y AirTran perdió la apuesta.
El 23 de mayo de 2006, AirTran recibió uno de los dos últimos Boeing 717 en una ceremonia conjunta con Midwest Airlines, propietaria del otro 717.

### Nuevos servicios
AirTran ofrece 100 canales de radiotelevisión por satélite como programa de entretenimiento en vuelo en todos sus aviones, tanto en clase business como turista. La cara de Elton John fue utilizada como herramienta promocional del nuevo servicio. En junio de 2007, AirTran comenzó a aplicar un recargo de 6.00 dólares americanos, como garantía de un asiento de ventana o pasillo y de 20 dólares por reservar un asiento junto a la salida de emergencia.
En noviembre de 2006, AirTran Airways se alió con Frontier Airlines, permitiendo acumular millas von sus programas de viajeros frecuentes: AirTran's A+ Rewards, o Frontier's EarlyReturns. Esto es conocido como ganancia recíproca. Además, las aerolíneas llegaron al acuerdo de compartir pasajeros cuando lo creyesen preciso.

### Expansión de rutas
En junio de 2005, AirTran anunció sus planes de establecer servicios desde Atlanta y Tampa a Cancún, México, si bien se vio obligada a posponer sus planes después de los daños causados por el Huracán Wilma. El 28 de noviembre de 2006, AirTran anunció vuelos sin escalas entre Atlanta y Phoenix Sky Harbor que comenzaron el 15 de febrero de 2007. El nuevo servicio a Phoenix surgió como resultado de una encuesta en línea de AirTran Airways donde se preguntaba a los pasajeros, “¿Dónde quieres las tarifas bajo coste ahora?”
El 10 de enero de 2007, AirTran comenzó sus vuelos a Daytona Beach y a Newburgh usando sus Boeing 717. Los vuelos a St. Louis comenzaron el 8 de mayo de 2007, y los vuelos a San Diego comenzaron el 24 de mayo de 2007. El 22 de febrero de 2007, AirTran anunció nuevos vuelos sin escalas desde su hub de Atlanta a Charleston, SC; cinco días más tarde, el 27 de febrero de 2007, AirTran también anunció vuelos directos desde Baltimore y Orlando a Portland, Maine.
Los servicios diarios directos entre Atlanta y San Antonio comenzó el 7 de junio de 2008. El 21 de mayo de 2008, AirTran también añadió vuelos desde Burlington, VT con tres vuelos diarios a Baltimore-Washington. En septiembre de 2008, AirTran anunció vuelos a Columbus, OH y Harrisburg, PA.
AirTran está incrementando sus operaciones en Milwaukee en el Aeropuerto Internacional General Mitchell. La aerolínea se encuentra ahora enfrascada en competir directamente con su rival Midwest Airlines después de que Midwest rechazase la proposición de AirTran para adquirir la compañía. AirTran dijo que el aeropuerto de Mitchell será su próxima base de vuelos. AirTran está esperando la adjudicación de dos puertas adicionales en el aeropuerto General Mitchell que doblarán su número de puertas al alcanzar las 4 puertas.

### Adquisición fallida
En diciembre de 2006 Air Tran Holdings anunció su intención de adquirir la compañía Midwest Air Group.
El 12 de agosto de 2007, AirTran anunció que su intención de adquisición de Midwest Airlines había expirado, mientras que TPG Capital, en colaboración con Northwest Airlines, habían alcanzado un acuerdo para adquirir Midwest Airlines por una cuantía mucho mayor que la que pretendía pagar AirTran. Tal vez por ello, el 14 de agosto de 2007, AirTran incremento su oferta de compra hasta los 16.25 dólares por acción, parcialmente por encima de los 16 dólares por acción ofrecidos por el grupo de inversión TPG. Sin embargo, Midwest anunció que TPG incrementaría su oferta hasta los 17 dólares por acción y se alcanzó un acuerdo final de venta a esta última el 16 de agosto de 2007.

### Problemas con los sindicatos
El 21 de septiembre de 2007, los pilotos de AirTran, apoyando a la Asociación de Pilotos Nacionales (National Pilots Association), rechazó la propuesta de acuerdo presentado por las aerolíneas. Dos semanas antes, los pilotos votaron para rechazar la unión de los puestos de presidente y vicepresidente.

### Problemas con musulmanes
El 1 de enero de 2009, a una familia musulmana se le denegó el embarque en un vuelo de AirTran tras discutir sobre cual sería el lugar más seguro para sentarse. El FBI limpió de sospecha a la familia, pero AirTran mantuvo su negativa a que volasen con ellos, o, a reprogramar su vuelo.  AirTran pidió disculpas e indemnizó a la familia al día siguiente.

### Fusión conSouthwest Airlines
El 27 de septiembre de 2010 Southwest Airlines anunció que compraría Airtran Airways. La compra se realizó por 1.400 millones de dólares. Fue totalmente integrado a Southwest Airlines el 28 de diciembre de 2014.

## Destinos
AirTran Airways volaba a 71 destinos por todos los lugares de los Estados Unidos de América.

## Flota

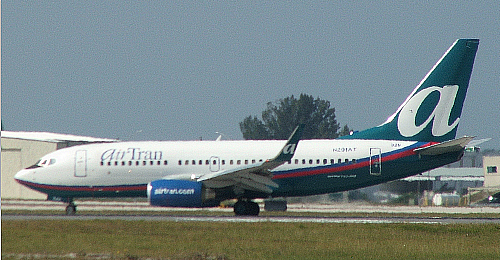
Un Boeing 737-700 de AirTran Airways en el Aeropuerto Internacional de Sarasota-Bradenton.

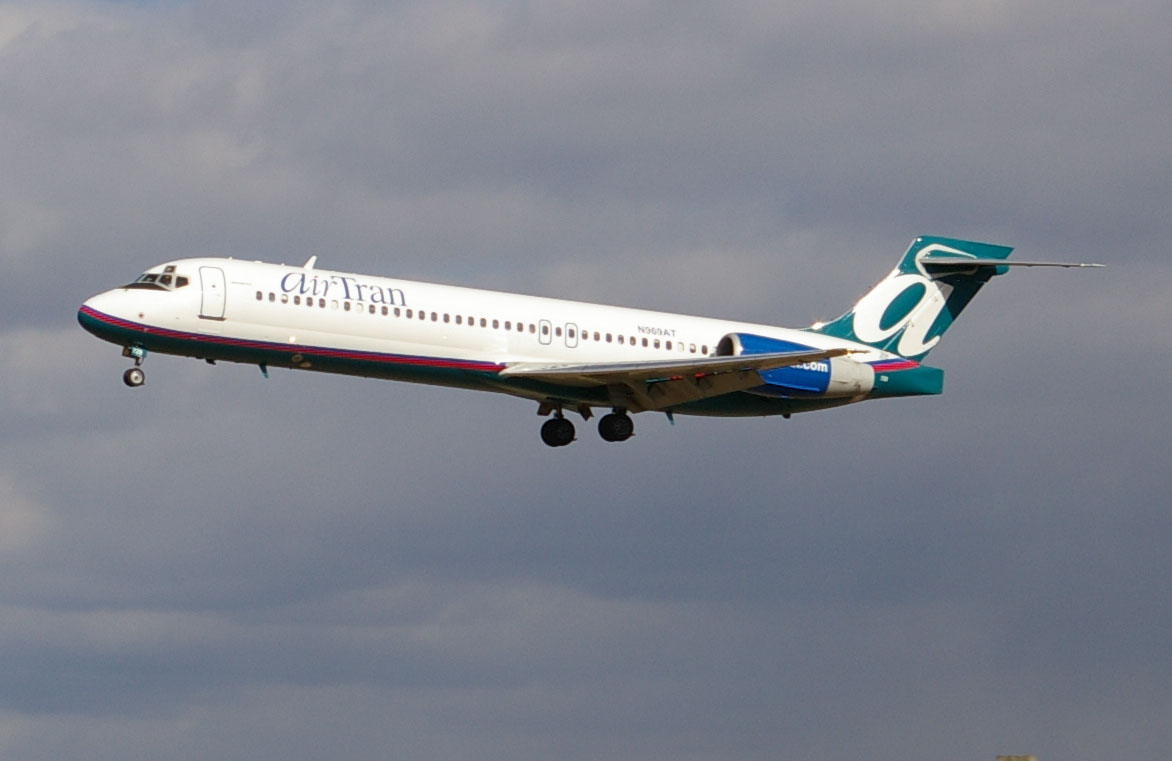
Boeing 717-200 de AirTran Airways con la nueva librea, aterrizando en el
Aeropuerto Internacional de Baltimore-Washington.

AirTran operaba una de las flotas Boeing más jóvenes de la industria aérea. A 1 de diciembre de 2010, AirTran tenía 138 aviones en su flota compuesta de:
A febrero de 2010, la media de edad de la flota de AirTran era de 6,3 años.

### Retirados
- Airbus A320-232 operados pot Ryan International Airlines hasta que los Boeing 737-700 fueron entregados a AirTran.
- Boeing 737-200
- McDonnell Douglas DC-9-32

## Cabina
AirTran Airways operaba bajo una configuración de dos clases, compuesta de clase ejecutiva y clase turista. Todos los asientos contaban con radiotelevisión por satélite a la demanda. Normalmente, la clase ejecutiva se conformaba de las filas 1 a 3 y la clase turística comenzaba con la fila diez (no hay filas 4 a 9), evitando la fila 13 debido a cuestiones de superstición. A principios de 2009, AirTran comenzó su programa de  venta a bordo Sky Bites ofreciendo comida adicional, a la venta, a los tradicionales snacks y bebidas. En cabina, las bebidas alcohólicas se ofrecían por 6.00 dólares americanos (en clase business era gratuito). AirTran es una aerolínea sin dinero a bordo y sólo acepta pagos con tarjeta para todas sus compras a bordo. Los revisteros de los asientos cobijan una copia de la revista de la aerolínea Go!.

## Librea
La librea de AirTran es principalmente blanca, con una raya en la zona ventral. El fuselaje está dividido por sendas líneas paralelas roja y azul, que discurren de manera horizontal desde el morro, y que comienzan a curvarse cuando alcanzan la vertical de las alas hasta alcanzar la parte superior del avión justo antes del estabilizador vertical. Las derivas son azules, con las siglas "airtran.com" escritas en blanco con letra Helvética. El logo de "AirTran" está escrito a ambos lados del fuselaje sobre las ventanillas de los pasajeros, y el estabilizador vertical consiste en una gran "A" blanca y cursiva, que luego se convierte en el principio del logo. Al contrario que en anteriores libreas, las derivas de los 737 también están pintadas. (737: N279AT, 717: N892AT)
Uno de los Boeing 717 de AirTran muestra una decoración con el conductor de la IndyCar Series, Danica Patrick con un "AirTranica" escrito a los lados en lugar del tradicional "AirTran".
Muchos de sus aviones mantienen todavía la decoración previa, consistente en un fuselaje totalmente marrón, dividido hasta la cola por diversas rayas conformadas por un anillo oblicuo, con tiras rojas y azules paralelas por detrás de las alas. La librea coincidió con la adquisición de ValuJet, y fue aplicado a todos los DC-9's de ValuJet. Los fuselajes de los DC-9 fueron también pintados con esta librea, mientras que los fuselajes de los 737 se quedaron sin pintura. Los 717s, cuando fueron introducidos en la flota, recibieron un esquema de pintura idéntico al de su hermano pequeño, el DC-9. (737: N737Q, 717: N978AT, DC-9: N902VJ, A320: N941LF)
La primera librea de la compañía era blanca, con el dorso en verde, la panza en azul, y con una tira roja horizontal a lo largo de este último. Los aviones que tenían este esquema de pintura, con el cambio, no fueron pintados de nuevo. Ni los 717 ni los DC-9 fueron pintados jamás con la primera librea. (737: N467AT)

## Incidentes y accidentes
Ante todo, cabe decir que ValuJet, que fue adquirida por AirTran y decidió usar el nombre de esta última, puesto que el suyo se había tornado en trágico tras el accidente del vuelo 592 de ValuJet, la aerolínea resultante de la fusión bajo el nombre de AirTran jamás ha sufrido accidente alguno que haya supuesto la pérdida de ninguna vida.